# Прешов

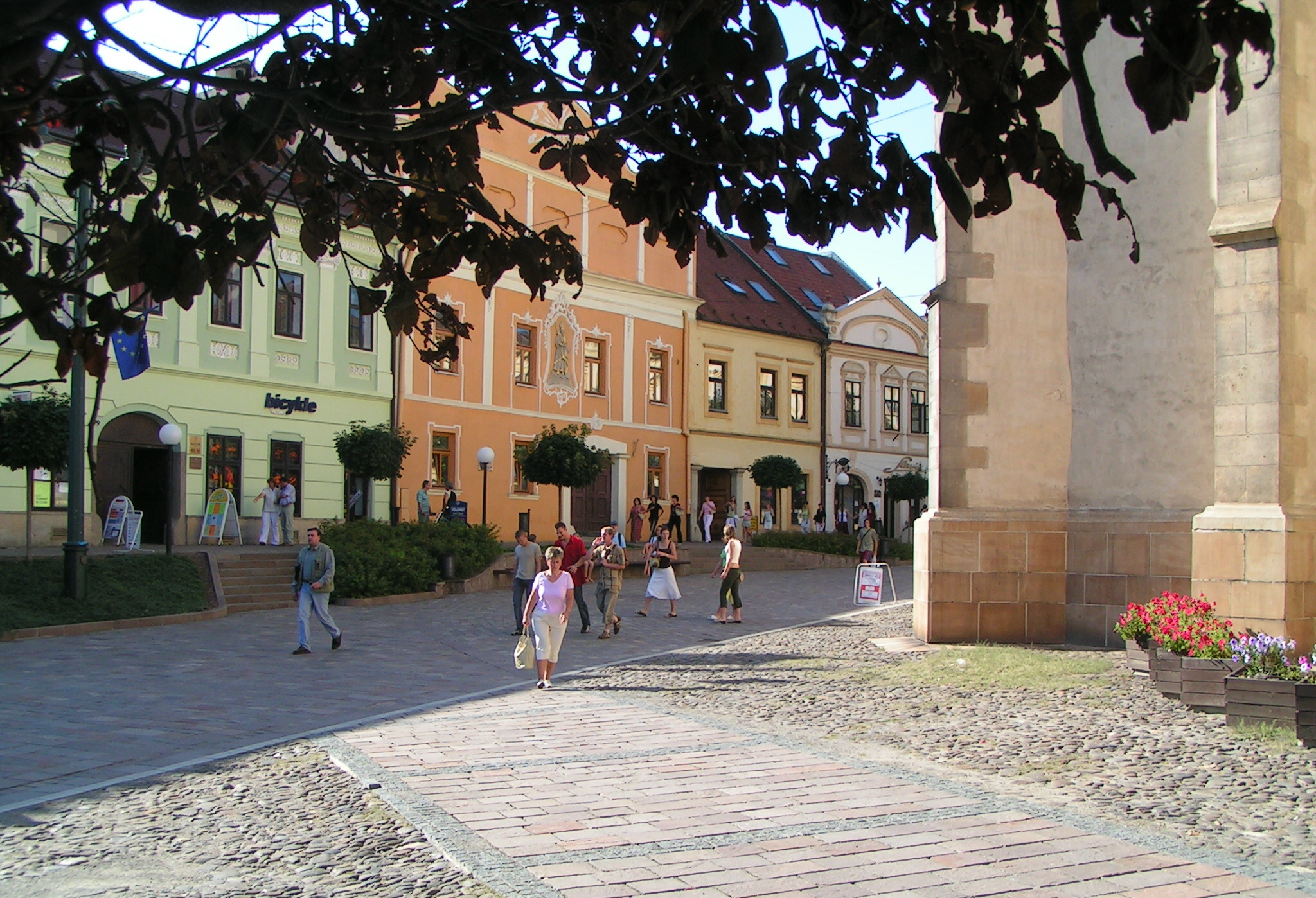
Исторические дома и церковь Св. Николая

Пре́шов (словац. Prešov, укр. Пряшів, венг. Eperjes, нем. Preschau, Eperies, историческое русское название Пряшев) — город в северо-восточной Словакии, основанный у слияния рек Ториса и Секчов у подножья горных массивов Сланске-Врхи и Шаришска-Врховина в Кошицкой впадине. Прешов — третий по величине город Словакии и насчитывает 91 тысячу жителей. Город является административным центром одноимённого Прешовского края. Здесь также находится один из крупнейших в Словакии Прешовский университет.
Архиепископ-митрополит Прешова является главой Словацкой грекокатолической церкви.
В Прешове находится Митрополичий совет Словакии Православной церкви Чешских земель и Словакии во главе с архиепископом Прешовским.

## История
В IX—X веках на месте Прешова было славянское великоморавское поселение. После распада Великой Моравии территория города вошла в состав Венгерского королевства. Начиная с XII века сюда переселилось большое количество немецких колонистов, которые сыграли настолько важную роль в развитии города, что в ряде источников говорится, что им он обязан «своим происхождением».
Город был впервые упомянут в 1247 году как Эпуриес, в 1299 получил привилегии города и быстро стал важным ремесленно-торговым центром Шариша. В 1374 Прешов стал свободным королевским городом.
В 1441 году Прешов был практически полностью сожжён поляками, а в 1604 году завоёван Бочкаи, но вскоре вновь был занят имперцами.
Расцвет города пришёлся на XVI век. Он стал одним из центров Реформации. Протестантизм появился здесь уже в 1530 году. В 1531 году городская школа была преобразована в лютеранскую. В 1656 г. в городе уже действовала книгопечатание, а в 1667 г. было открыто лютеранское училище. Во время восстаний Тёкёли город сильно пострадал. В 1672 году его осаждали войска Имре Тёкёли, а год спустя — мародёры графа Волькры. В 1673 году император Леопольд I лишил Прешов прав города и разрушил его стены. С этого момента свобода города прекратилась. В 1680-х годах на некоторое время Прешов стал столицей Княжества Верхняя Венгрия и во время Великой турецкой войны в 1685 году после осады был взят имперскими войсками. Имперский генерал Карафа в 1687 году учредил здесь так называемый Эперьешский (Пряшевский) кровавый суд и на главной площади города построил постоянный эшафот, на котором 9 мая того же года были казнены 30 наиболее уважаемых протестантских жителей города.
В XVI и XVII вв. город славился постановкой школьного дела: в его учебных заведениях занимались, по большей части, выдающиеся учёные и педагоги из Германии.
В XIX веке город продолжал бурно развиваться. Здесь была проложена железная дорога, построены многие предприятия.
В 1918 году Прешов вошёл в состав Чехословакии. 16 июня 1919 года с балкона ратуши была провозглашена Словацкая Советская Республика. 19 января 1945 года Прешов был освобождён Красной Армией. В 1948 началась волна индустриализации и, как следствие, бурный рост города.
2 июля 1995 года Прешов посетил папа Иоанн Павел II; 14 сентября 2021 года — папа Франциск.

## Население
| Год:                | 1994   | 2004    | 2014    | 2024    |
| ------------------- | ------ | ------- | ------- | ------- |
| Количество человек: | 92 013 | 91 767  | 90 187  | 81 702  |
| Разница:            |        | −0,26 % | −1,72 % | −9,40 % |

Количество жителей: 91 498 (2007 г.)
Национальный состав:
- 94,7 % — словаки
- 1,4 % — русины
- 1,2 % — цыгане
- 1 % — чехи
- 0,2 % — венгры
- 0,5 % — прочие

Религиозный состав:
- католики — 66,77 %
- без определённого вероисповедания — 13,57 %
- униаты — 4,82 %
- православные — 1,68 %
- и прочие

## Известные уроженцы, жители
Владислав Балаж — бывший словацкий хоккеист, нападающий, серебряный призёр Словацкой экстралиги 2007.

## Достопримечательности
- Городские укрепления
- Готический ансамбль главной площади с приходским костёлом
- Областной краеведческий музей

## Города-побратимы
- Бругерио, Италия
- Габрово, Болгария (2004)[5]
- Керацини, Греция
- Ла-Курнёв, Франция
- Мукачево, Украина
- Новы-Сонч, Польша[6]
- Ньиредьхаза, Венгрия (1975)
- Питтсбург, США
- Прага, Чехия
- Ремшайд, Германия
- Ришон-ле-Цион, Израиль

## Галерея

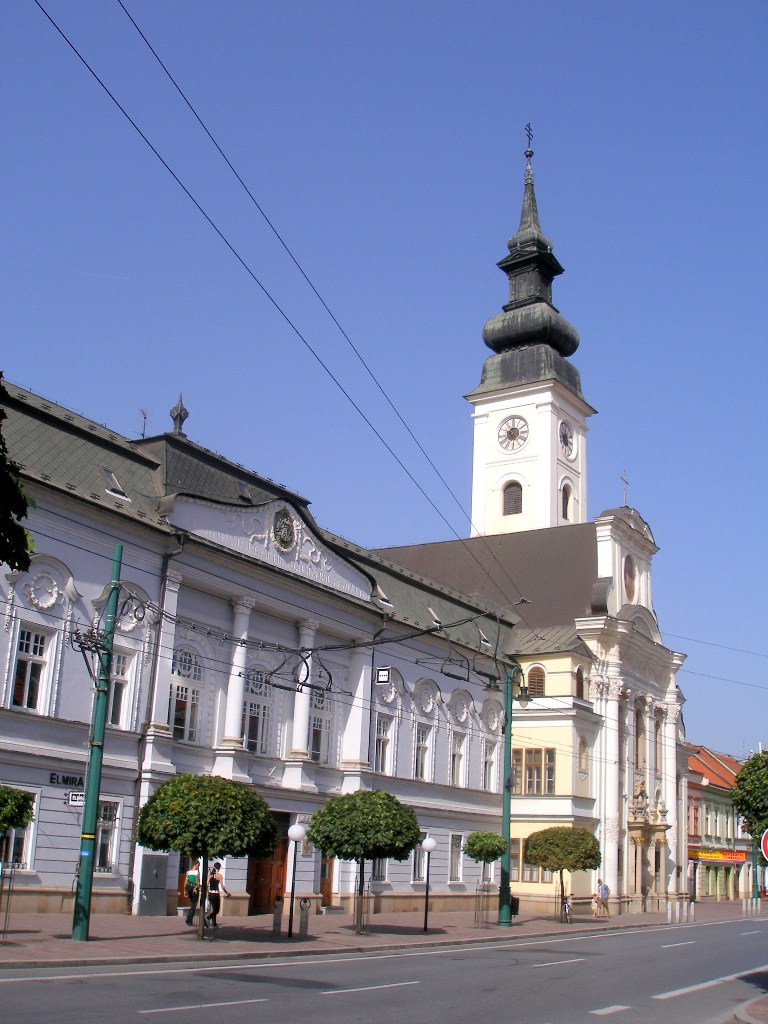
Главная площадь
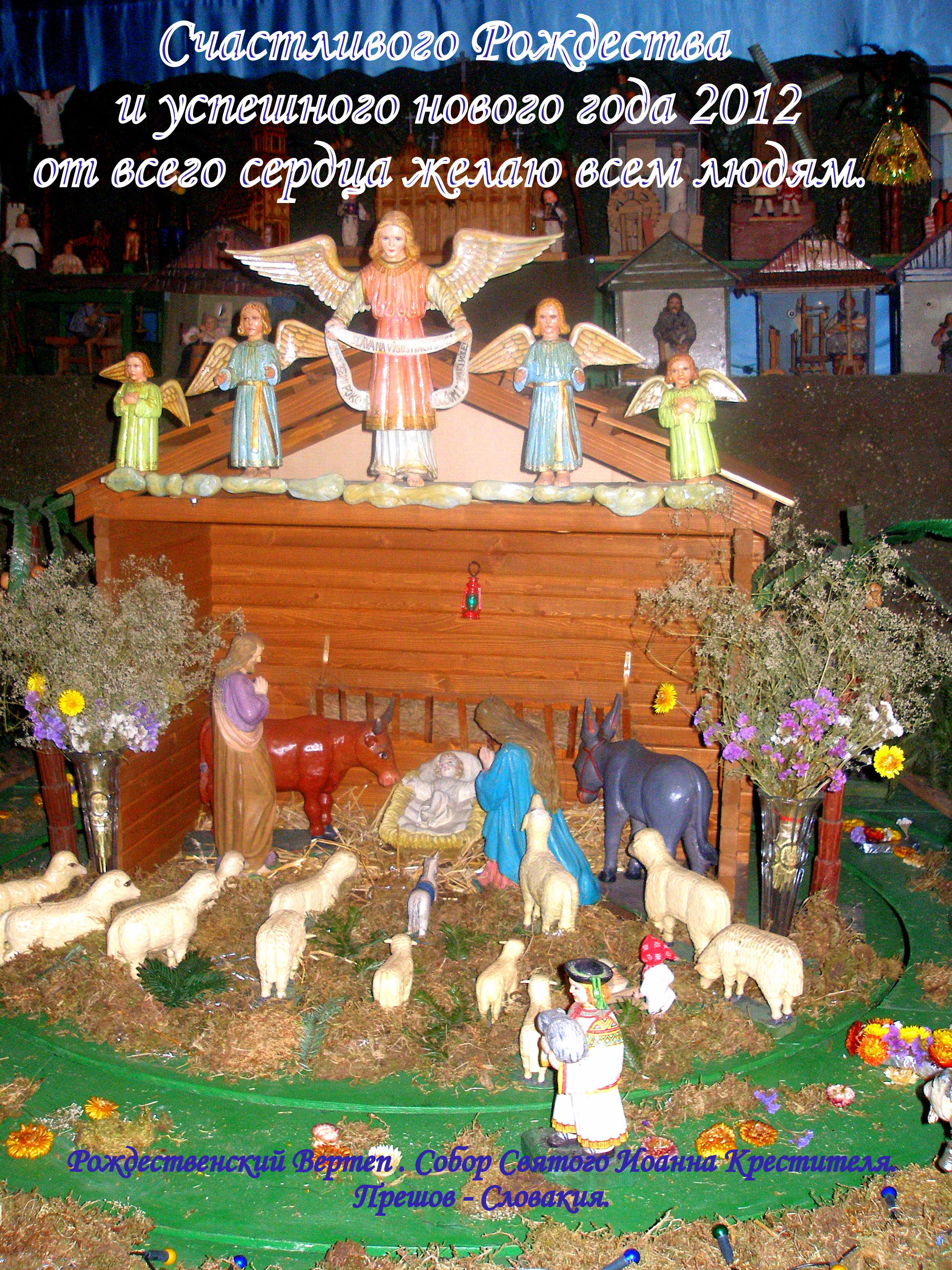
Рождественный Вертеп. Собор Святого Иоанна Крестителя
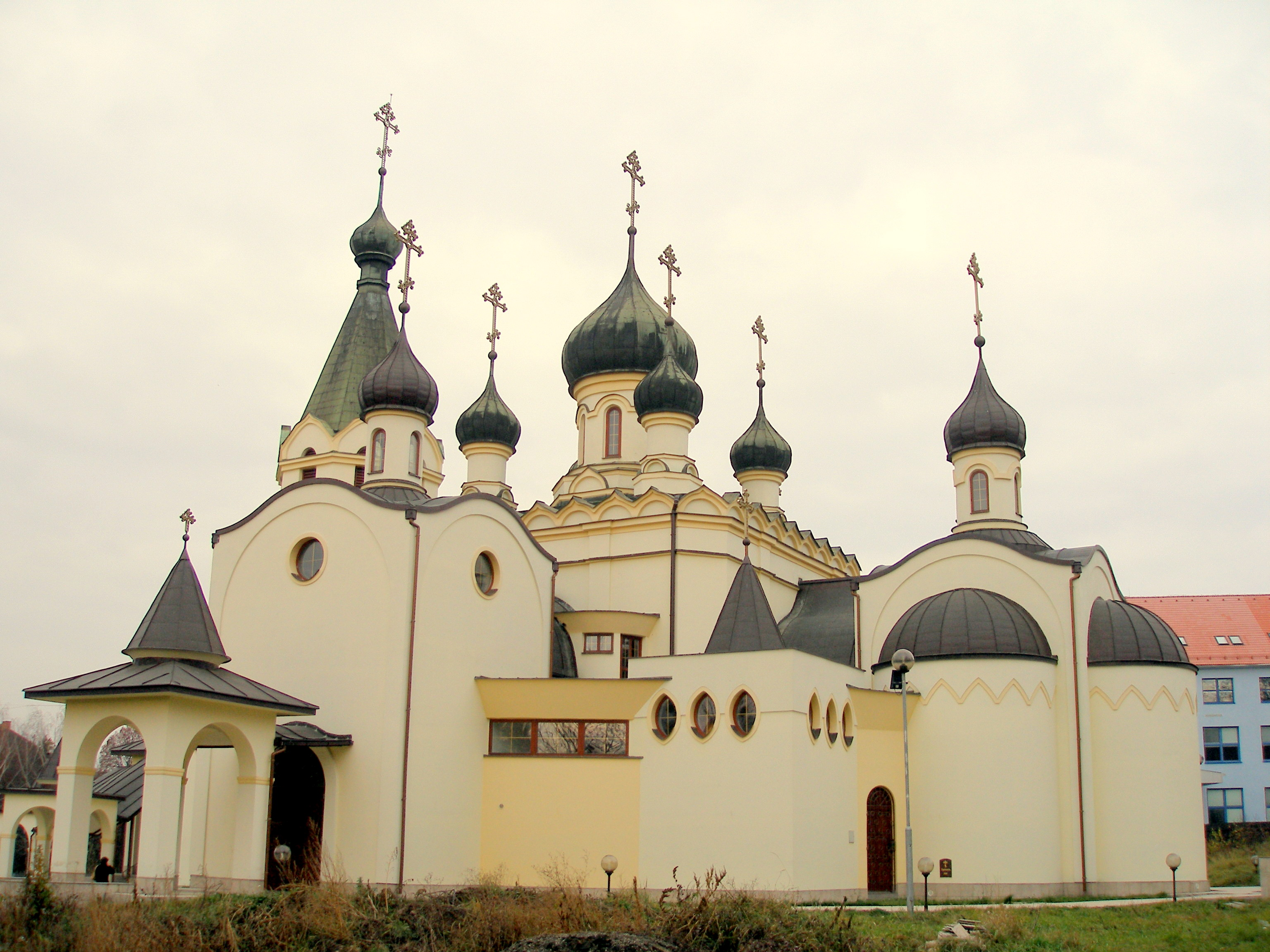
Православный кафедральный собор Александра Невского (1950)

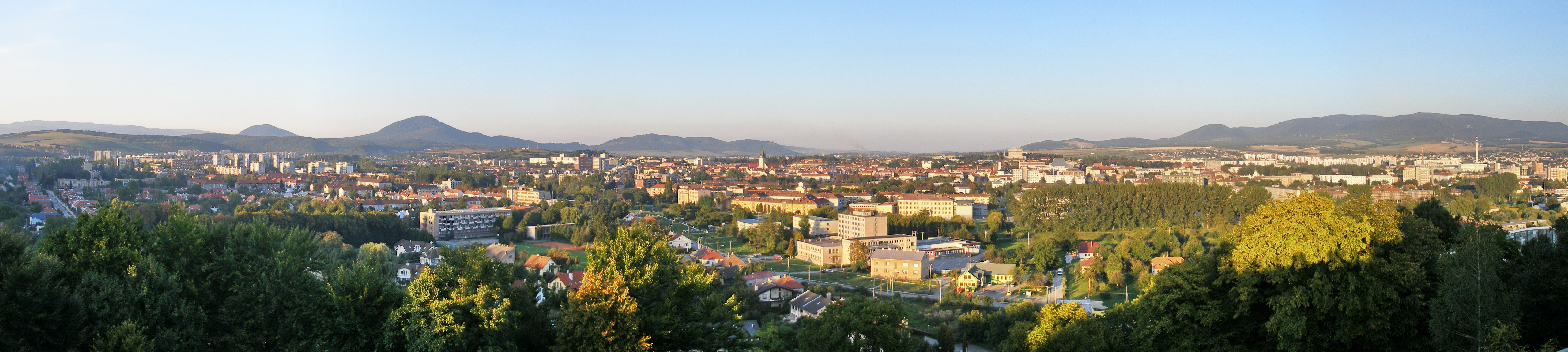
Панорама Прешова